# تاناكويل
تاناكويل لاحقا غالا كايكيليا: هي عرافة أسطورية من أصل إتروسكاني وهي زوجة تاركوينيوس بريسكوس ووفقا للأسطورة فقد تزوجت لوكومو (وهذا هو اسمه الحقيقي) وكان ذلك في مدينة تاركوينيا

## تنبؤاتها
استطاعت تاناكويل عبر قواها أن تتنبأ بأن مركزها الاجتماعي يستقدم في روما. هناك تبنى لوكومو اسم تاركوينيوس بريسكوس وغيرت تاناكويل اسمها إلى غالا كايكيليا، ثم حكم تاركوينيوس بريسكوس من سنة 616 إلى 578 قبل الميلاد حيث قتل وأعطت تاناكويل العرش إلى صهرها سيرفيوس توليوس.